# Rainham (Kent)
Ne doit pas être confondu avec Rainham (Londres).
Rainham est une ville du comté de Kent, dans le sud de l'Angleterre, et fait partie de la conurbation de Medway.
Autrefois un simple alignement de maisons le long de sa route principale, Rainham comptait 422 habitants en 1801 mais en compte maintenant plus de 6 000. Ce développement considérable est dû principalement au chemin de fer qui fait son arrivée en 1858 et amène une première vague de croissance, tandis que l'électrification du réseau provoque un deuxième essor en 1959.